# Ellbögener Straße

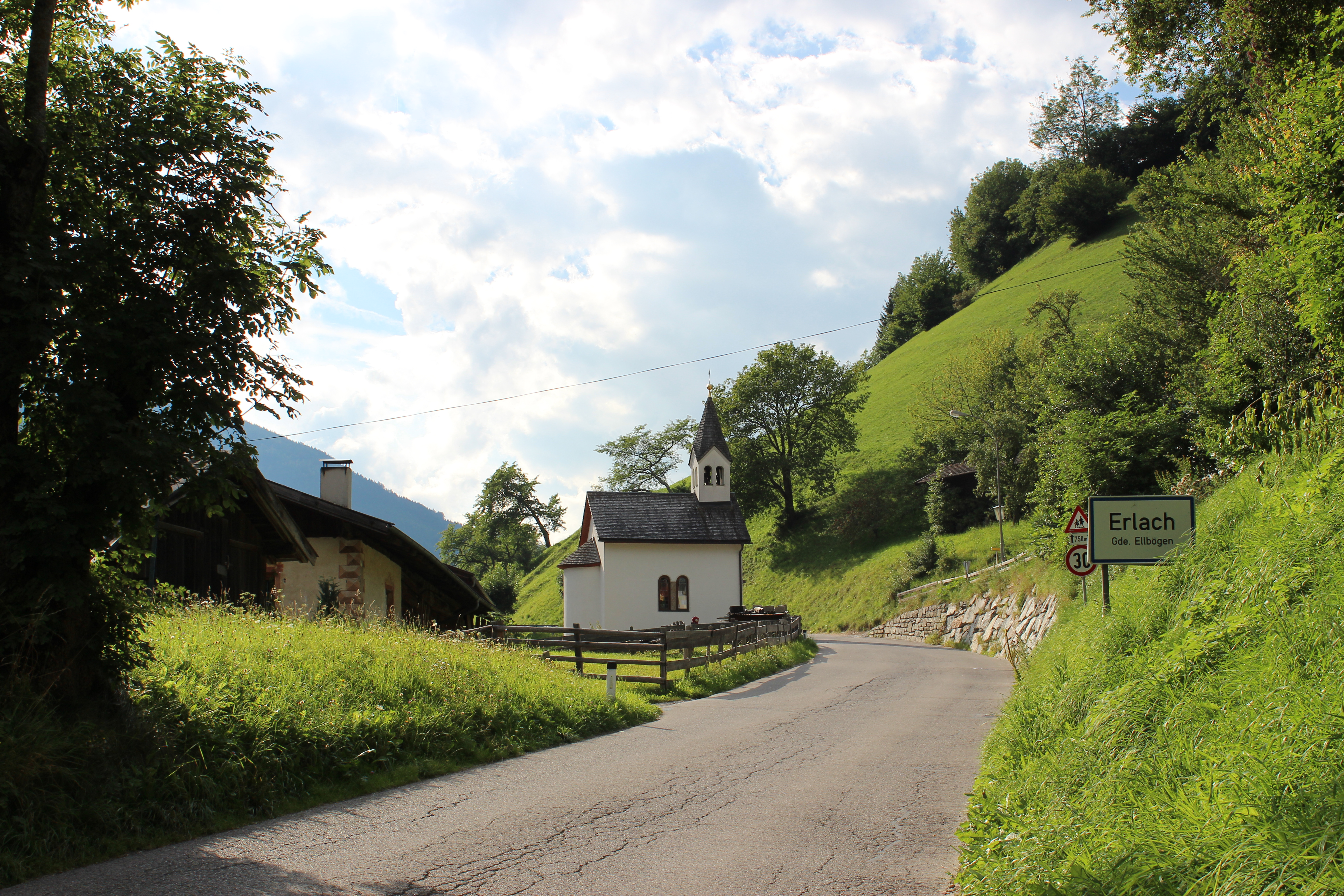
Die Ellbögener Straße in Erlach (2012)

Die Ellbögener Straße (L 38) ist eine Landesstraße in Tirol. Sie führt von Ampass im Inntal über das Südöstliche Mittelgebirge und Ellbögen nach Mühlbachl im Wipptal und ist 22,6 km lang.

## Verlauf
Die Ellbögener Straße beginnt in Häusern (Gemeinde Ampass) bei der Anschlussstelle Hall-Mitte der Inntalautobahn (Abfahrt aus Richtung Innsbruck) in Verlängerung der B 171a. Sie führt ansteigend über Ampass, Aldrans und Lans und für rund 1,6 km durch Innsbrucker Gemeindegebiet (Stadtteil Igls). Ab Patsch verläuft sie am östlichen Hang des Wipptales durch St. Peter und weitere Orte der Gemeinde Ellbögen nach Pfons. In der Altstadt überquert sie die Sill und mündet in Mühlbachl an der Gemeindegrenze zu Matrei am Brenner in die Brennerstraße (B 182).

## Geschichte
Die Ellbögener Straße folgt einer alten Verbindung vom Inntal zum Brenner, die bereits in vorgeschichtlicher Zeit benutzt wurde. Archäologische Funde deuten darauf hin, dass möglicherweise bereits in der Römerzeit eine Straße bestand. Reste von Geleisestraßen mit vorgemeißelten Fahrrillen, die unter anderem in Ampass, Aldrans und St. Peter freigelegt wurden, stammen aber wohl aus dem Mittelalter.
Als im 13. Jahrhundert der Salzbergbau im Halltal begann, entwickelte sich die Strecke zur Salzstraße, auf der das Haller Salz über den Brenner über den Kuntersweg bis nach Südtirol und weiter nach Italien und auf dem Rückweg Wein transportiert wurde. Für den Transport wurden Saumtiere oder Karren verwendet. Der Bau der Haller Innbrücke im 14. Jahrhundert sorgte für einen weiteren Aufschwung, so dass nicht nur Salz, sondern auch andere Güter auf dieser Straße, die erheblich kürzer war als die Verbindung über Innsbruck und Schönberg (die heutige Brennerstraße), transportiert wurden. Da damit Innsbruck umgangen wurde und Zolleinnahmen verlor, erhielt es 1372 das Recht zur Einhebung des Kleinen Zolls an der Haller Innbrücke. Entlang der Salzstraße siedelten sich zahlreiche für den Verkehr wichtige Gewerbe wie Sattler, Schmiede und Wirtshäuser an und sorgten für einen wirtschaftlichen Aufschwung der an der Straße gelegenen Orte.
Mit dem Neubau der Brennerstraße von 1836 bis 1844 und der Eröffnung der Brennerbahn 1867 verlor die Straße über Ellbögen an Bedeutung.
Mit Bundesgesetz vom 8. Juli 1921 wurde die Ellbögener Straße zur Bundesstraße erklärt und ab 1949 als B 184 bezeichnet. Mit 1. September 1971 wurde sie als Bundesstraße aufgelassen und als Landesstraße weitergeführt.
Ursprünglich führte die L 38 mit enger Straßenführung und einem steilen Anstieg durch das Ortszentrum von Ampass. Von 2013 bis 2014 wurde die Straße den Ortskern nördlich umgehend neu gebaut und mit einem Kreisverkehr an die von Amras herführende Ampasser Straße (L 283) angebunden.
Von 2015 bis 2017 wurde die Straße im Bereich zwischen Walzn und Erlach auf die für Landesstraßen vorgesehene Mindestbreite von 5,50 m ausgebaut.
Die ersten Pläne für die Brennerautobahn sahen ebenfalls eine Streckenführung über Ellbögen vor.

## Verkehr
Die Straße hat heute ausschließlich lokale Bedeutung für die Erschließung des Mittelgebirges und Ellbögens. Im Jahr 2018 wurden an der Zählstelle Aldrans im Schnitt 5704 Kraftfahrzeuge in 24 Stunden gezählt.
Im Reiseverkehr nach und von Italien wurde die Strecke zur Umfahrung von Staus auf der Brennerautobahn oder Brennerstraße benutzt. Nach Beschwerden der Anwohner wurde seit den 2020er Jahren ein temporäres Durchfahrtsverbot bei Reiseziel Deutschland oder Italien verhängt.